# Pyke Koch
Pieter Frans Christiaan (Pyke) Koch (Beek (Berg en Dal), 15 juli 1901- Wassenaar, 27 oktober 1991) was een Nederlandse kunstschilder.
Koch is een van de belangrijkste vertegenwoordigers van het neo- of magisch realisme in Nederland, een stroming waarbij op een realistische manier wordt geschilderd, en voorstellingen worden gemaakt die wel mogelijk, maar niet waarschijnlijk zijn.
Hij schilderde buitengewoon gedetailleerd. Juist door de vele details in zijn werk zijn mensen er verborgen betekenissen in gaan zoeken. Zo zouden er allerlei verwijzingen in zitten naar gebeurtenissen uit zijn eigen leven.
In veel van zijn werk is duidelijk te zien dat hij zich liet inspireren door eerdere perioden in de kunstgeschiedenis. Met name het werk van Piero della Francesca heeft hem sterk beïnvloed.

## Biografie

### Jeugd en studententijd
Pyke Koch werd in 1901 geboren in Beek, een dorpje bij Nijmegen. Hij was de enige zoon van de plaatselijke dokter en had drie oudere zusters. Na de lagere school ging hij in eerste instantie naar het gymnasium in Nijmegen en later naar het Christelijk Jongensinternaat in Zeist. Daar kreeg hij de bijnaam Pike, het Engelse woord voor snoek. De naam bleef hangen, ook toen hij begin jaren '20 naar Utrecht ging om rechten te studeren. Hij heeft zelf de spelling aangepast tot 'Pyke'.
In de familie werd veel aan muziek gedaan. Pyke speelde viool en had een brede muzikale interesse van Bach tot de zigeunermuziek die hij speelde bij studentenorkest Tzigane.
Tijdens zijn rechtenstudie aan de Universiteit van Utrecht, waar hij lid werd van het Utrechtsch Studenten Corps, raakte hij bevriend met de even oude en eveneens uit Nijmegen afkomstige Taeke Botke, die zich later als tandarts in Maastricht zou vestigen en die de belangrijkste verzamelaar van zijn werk zou worden. Eveneens in de jaren twintig maakte hij via zijn oudste zuster en zijn zwager, de psychiater August Stärcke, kennis met de beroemde kunstenares Charley Toorop. De vriendschap, die hij met haar onderhield, wekte zijn interesse voor de schilderkunst. Nadat hij een tentoonstelling van Carel Willink had bezocht, lijkt hij door diens werk gefascineerd te zijn geraakt.

### Begin
In de zomer van 1927 besloot Koch te gaan schilderen. Hij was laat met de voorbereidingen voor zijn doctoraal civiel recht. Toen hij zijn examen aan wilde vragen bleek dat de professor al met vakantie was gegaan. De meeste van zijn vrienden waren ook voor de zomer weg en Koch had daarom even niets omhanden. Hij vond een schilderskist die hij jaren eerder van zijn oudere zus had gekregen. Met de verf uit die kist maakte hij zijn eerste schilderij met de titel Dolores’ Ontbijt. Het model voor dit schilderij ontmoette hij in een café. Hij haalde haar over voor hem te poseren door haar te vertellen dat hij kunstenaar was, terwijl hij nog nooit een schilderij gemaakt had.
De schilder Cor Postma was onder de indruk en introduceerde Koch bij De Onafhankelijken, een kunstenaarsvereniging in Amsterdam, waarmee hij in de daaropvolgende jaren regelmatig zou exposeren in het Stedelijk Museum.
Dat Koch vanaf zijn eerste schilderij werd bewonderd is opmerkelijk, vooral omdat zijn werk al meteen werd geroemd om de technische perfectie waarmee het geschilderd was. Vreemd genoeg heeft hij in traditionele zin geen opleiding of leermeester gehad. Vandaar dat Paul Citroen hem zo beschreef:
...en dat is misschien nog wel het meest fenomenale aan hem, het meest uitzonderlijke, dat wat mij dan altijd een grote schok geeft, als ik zijn werk zie: wij allen, iedere schilder, (...) komen ergens vandaan. Wij hebben onze voorouders, onze leraren of school, waar wij dan verder op doorwerken of tegenwerken, in ieder geval, ons schilderen heeft een voorgeschiedenis. (...) Maar Koch komt nergens vandaan. Die is, om zo te zeggen, als uit de hemel gevallen. (...) Met tekortkomingen natuurlijk hier en daar, maar toch een meester. Hij is een fenomeen.
(uit: Paul Citroen, Ontaarde Kunst, 1945)
Koch was zelf zeer tevreden over dit beeld van hem als geheel op zichzelf staande kunstenaar. Dat blijkt ook uit het feit dat hij dit citaat regelmatig heeft geselecteerd voor publicaties.
Toch heeft hij wel degelijk enig kunstonderwijs gevolgd, al was het niet de gebruikelijke vorm voor een schilder. Hij kreeg praktische adviezen over materiaalgebruik, en misschien ook wel techniek, van de schilder Erich Wichmann en hij volgde colleges aan het Kunsthistorisch Instituut van de Rijksuniversiteit Utrecht. Hij volgde bijvoorbeeld colleges van J. Lijnst-Zwikker over de chemische kant van de schilderkunst en hij gebruikte het boek Malmaterial und seine Verwendung im Bilde (Stuttgart, 1925) van Max Doermer. Daarin worden schildertechnieken, en met name die uit de renaissance uitvoerig beschreven.
Koch was onder de indruk van verschillende renaissanceschilders. Piero della Francesca, Masaccio en Mantegna. Ook moderne schilders als Giorgio de Chirico en Magritte vond hij bijzonder interessant.
Bij het Kunsthistorisch Instituut ontmoette hij Hedwig (Heddy) de Geer, dochter van Minister van staat, Dirk-Jan de Geer. In 1934 trouwden zij en verhuisden voor korte tijd naar Den Haag om binnen een jaar terug te keren naar de  Oudegracht in Utrecht. Daar had hij als student een huis gehuurd (nr. 341) dat hij later zou kopen. Het zou tot het einde van zijn leven zijn atelier blijven.

### Hoogtijdagen
Gedurende de jaren 1920 exposeerde Koch regelmatig, soms solo, soms met schilders als Carel Willink. In 1931 kocht Museum Boijmans van Beuningen het schilderij De Schiettent en daarmee drong Koch door tot het pantheon van de Nederlandse grootmeesters.
In de jaren 1930 was zijn werk zeer populair. Het werd gerekend tot het magisch realisme, een term die Koch, in tegenstelling tot Willink, goed bij zijn werk vond passen.
In die tijd werd zijn huis aan de Oudegracht een ontmoetingsplaats voor zijn vrienden uit de kunstwereld. Cola Debrot had al in hun studententijd op verschillende locaties in Utrecht met Koch een huis gedeeld. Nu woonde hij met zijn vrouw, de Amerikaanse danseres Estelle Reed, enige tijd in huis bij Pyke en Heddy. Ook Martinus Nijhoff, Adriaan Roland Holst en Charley Toorop zagen elkaar daar regelmatig. Het atelier op de zolder van het huis werd verbouwd door Gerrit Rietveld.
Al tijdens zijn studententijd was Koch bevriend met de van oorsprong Friese tandarts Taeke Botke. Deze was vanaf het begin geïnteresseerd in zijn werk en verzamelde in zijn Maastrichtse herenhuis 24 belangrijke schilderijen, ongeveer een kwart van het totale oeuvre. Later raakte Koch bevriend met de bankier Jacob Mees, die hem stimuleerde in zijn kunstenaarschap en hem financieel ondersteunde. Hij leerde ook de kunsthistoricus George Charles Labouchere en de politicus Ernst Voorhoeve kennen. Deze laatste richtte in de jaren '30 Verdinaso op; een kleine fascistische beweging, die in 1941 opging in de NSB. Koch sympathiseerde met veel van de rechtse ideeën van deze vrienden. Die gedachten werden gesterkt in de periode die hij in Italië doorbracht. Een van zijn schilderijen stond op de omslag van De Schouw, het tijdschrift van de Kultuurkamer, terwijl hijzelf enkele malen publiceerde in het nationaalsocialistische tijdschrift De Waag. Pas na een bezoek aan Berlijn in 1941 verwierp hij dit gedachtegoed.
In dezelfde periode schilderde Koch het ene na het andere meesterwerk. Het Park en drie schilderijen die hij maakte van schoorsteenvegers trokken op exposities veel aandacht en werden voor hoge bedragen verkocht. Koch raakte in deze tijd ook gefascineerd door film en hij maakte een portret van de Deense filmactrice Asta Nielsen. Naast schilderen hield hij zich bezig met het ontwerpen van decors, postzegels en ander grafisch ontwerp.
In de periode 1937-39 reisden Heddy en hij regelmatig naar Italië. Ze hadden zelfs enige tijd een bed & breakfast in Fiesole, in de buurt van Florence. Hier deed hij veel inspiratie op. Hij bezocht vele musea en kerken en raakte gefascineerd door de vroege renaissanceschilders zoals Piero della Francesca en Mantegna en door moderne Italiaanse kunstenaars zoals Giorgio de Chirico en Gino Severini. Ook zou het Italiaanse landschap veelvuldig terugkomen in zijn werken.
Bij terugkomst maakte hij het Portret van een Stervende Jongen, een schilderij dat gebaseerd was op de Pieta van Mantegna. Een reeks portretten van Johanna Charlotte barones van Boetzelaer (1910-1994) doen sterk denken aan de stijl van Piero della Francesca.
Tijdens de oorlog bleef hij schilderen. Hij maakte vooral stillevens; een veilig genre waaraan niemand aanstoot nam. In 1943 ontwierp hij nog een serie van zeven postzegels met Germaanse symbolen. Hij verkocht redelijk, al moest hij uiteindelijk schilderijen ruilen voor voedsel. Na de oorlog werd hem gedurende een aantal jaren een expositieverbod opgelegd, vooral omdat hij weigerde zich te verdedigen tegen beschuldigingen van collaboratie.

### Latere carrière
Na de oorlog werd zijn werk minder populair. Meer conceptuele, en minder ambachtelijke kunst was de mode. Toch bleef hij goed verkopen en in 1955 wijdde het Stedelijk Museum een overzichtstentoonstelling aan hem. In het buitenland was er ook interesse voor zijn werk. Met name in Frankrijk wilden kunsthandelaren met hem samenwerken. Koch wees hun aanbiedingen af omdat hij niet onder druk wilde werken.
Koch was een enorme perfectionist. Hij werkte daarom langzaam en vernielde veel werken uit onvrede. Vandaar dat hij maar een relatief klein oeuvre heeft nagelaten dat toch in vrijwel alle grote museale collecties van Nederland is opgenomen. Van zijn meest bejubelde schilderijen maakte hij vaak meerdere versies.
Begin jaren 1980 ontwikkelde zich bij Koch de ziekte van Alzheimer waardoor zijn geestelijke vermogens in de loop van de tijd afnamen. Hij stopte in 1980 met schilderen en de laatste elf jaar van zijn leven leefde hij een teruggetrokken bestaan, eerst op Huis Oudegein, later in Wassenaar.

## Werk
Het werk van Pyke Koch wordt gerekend tot het magisch realisme. De term is ontstaan in de jaren '20 en kunstenaars als Carel Willink, Dick Ket en Wim Schuhmacher worden Magisch Realisten genoemd. Koch lijkt als enige wel tevreden te zijn geweest met de benaming. Hij zou er zelfs een definitie van bedenken:
Het magisch realisme bedient zich van voorstellingen die wel mogelijk, maar niet waarschijnlijk zijn; het surrealisme daarentegen van onmogelijke, onbestaande of onbestaanbare situaties.
Koch werd duidelijk beïnvloed door de schilders van de renaissance zoals Piero della Francesca en Mantegna. Ook schilders als De Chirico, de surrealisten en Magritte waren duidelijke invloeden. Later raakte hij ook gefascineerd door de films van Federico Fellini.
Het werk van Koch viel, zeker in het begin, op door de ongebruikelijke onderwerpen die hij voor zijn schilderijen koos. Heel vaak waren het achterbuurten, prostituees, lelijke vrouwen, kermissen en een keer een urinoir. Vaak maakte hij meerdere versies van een schilderij in verschillende formaten.

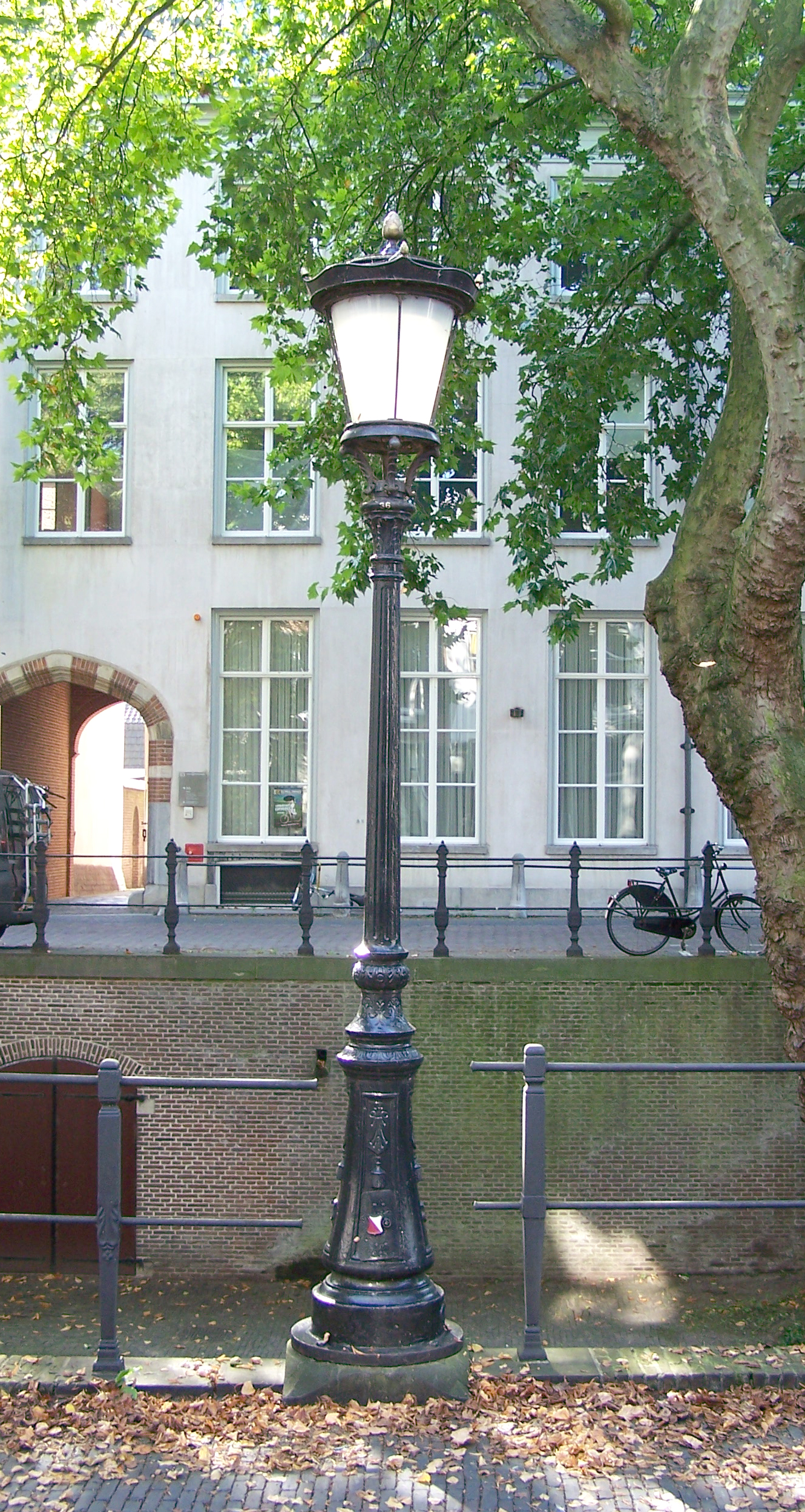
Straatlantaarn aan de Utrechtse Nieuwegracht met een lampenkap naar ontwerp van Koch

### Oorlogspostzegels

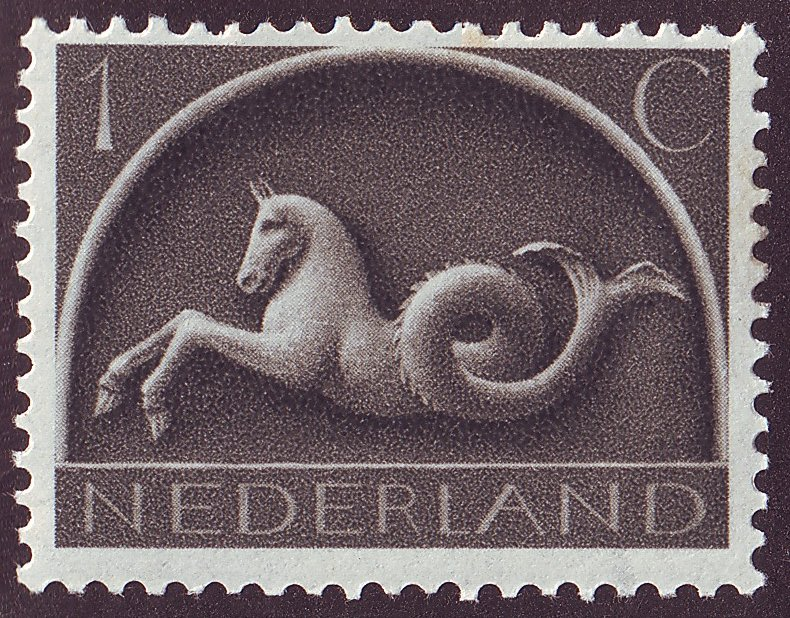
Waterpaard
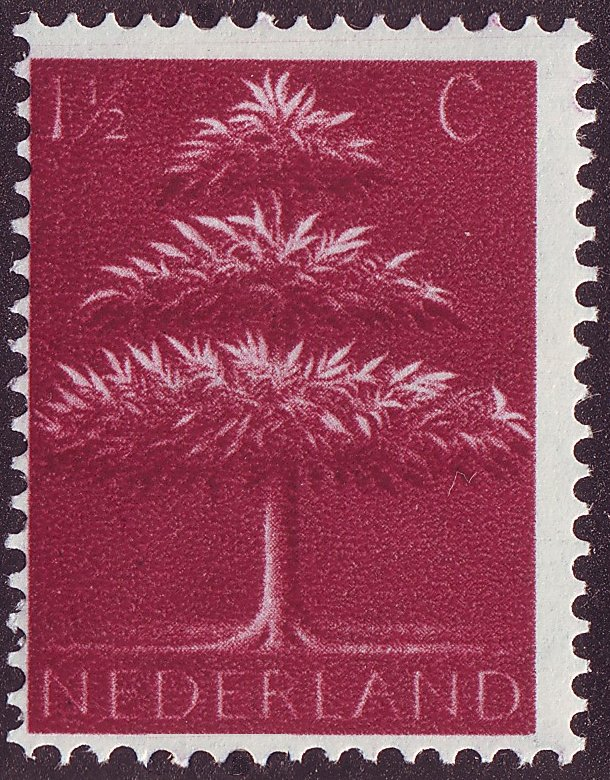
Driekronenboom
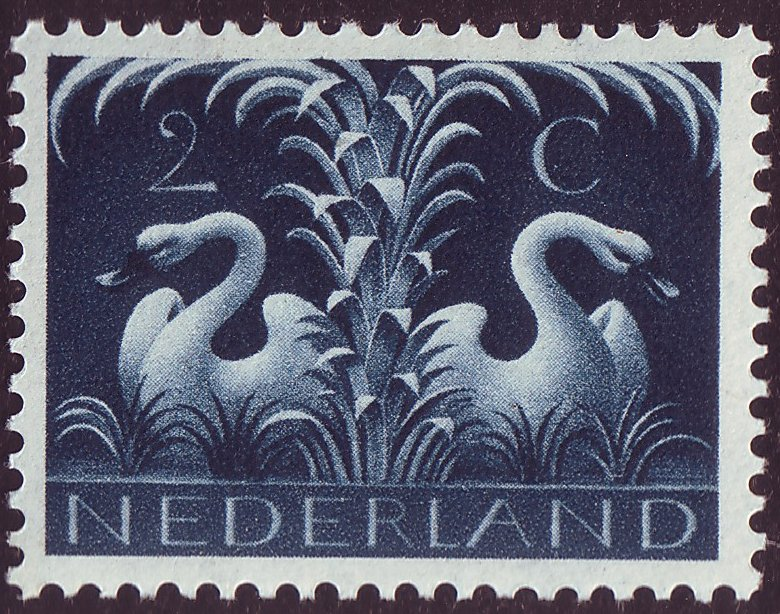
Zwanen
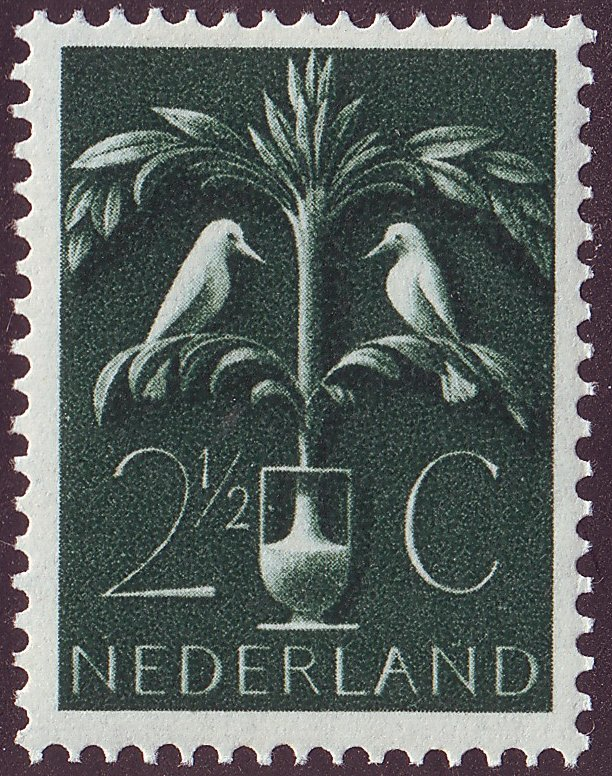
Levensboom
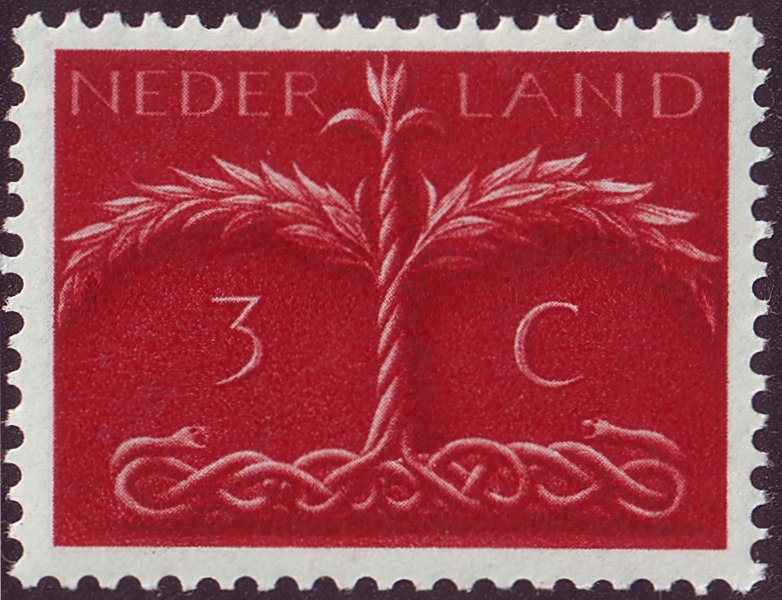
Slangenboom
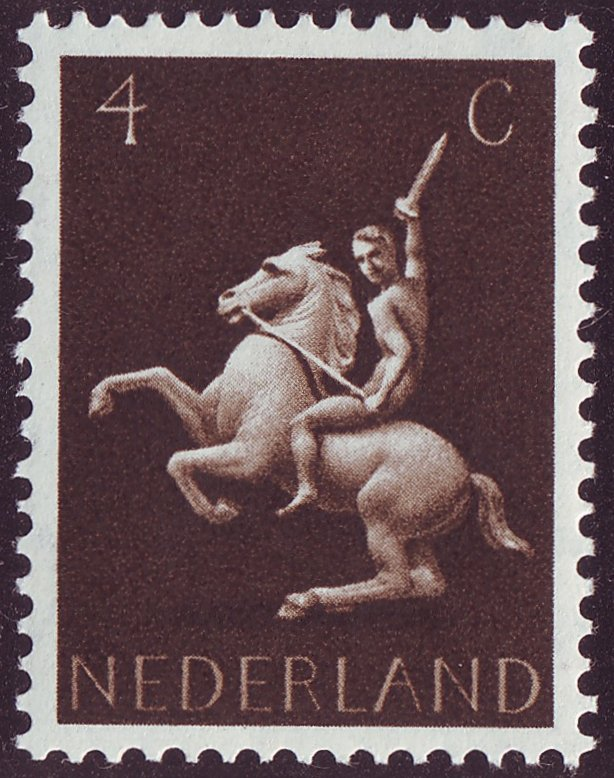
Ruiter te paard
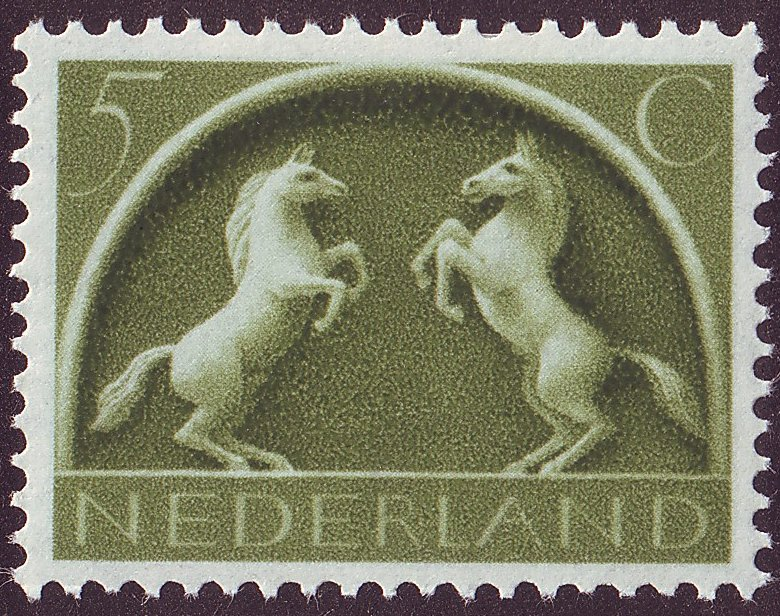
Saksische paardjes

## Familie
Koch was de zoon van dr. Petrus Franciscus Christiaan Koch (1861-1937) en diens eerste echtgenote Wilhelmina Petronella van Leeuwen Boomkamp (1866-1922). Hij was na drie zussen het jongste kind. Zijn vader hertrouwde in 1924 met een Duitse; uit dat tweede huwelijk werden geen kinderen geboren.

Uit zijn in 1934 gesloten huwelijk met jkvr. Hedwig Maria de Geer (1905-1988), dochter van de politicus Dirk Jan de Geer, werden twee zonen geboren: de diplomaat mr. Peter Frans Christiaan Koch (1940), en de balletdanser, leraar en choreograaf Floris Melchior Alexander Koch (1943).

Koch was een neef van de cellist Carel van Leeuwen Boomkamp (1906-2000).